# Sigurður Einarsson í Holti
Sigurður Einarsson í Holti (* 29. Oktober 1898 in Arngeirsstaðir í Fljótshlíð; † 23. Februar 1967 in Holt) war ein isländischer Schriftsteller, Politiker und evangelisch-lutherischer Theologe.

## Leben
Sigurður war der Sohn eines Bauern. Er studierte von 1922 bis 1926 Theologie in Reykjavík, wurde dann Pfarrer und später Dozent an der Pädagogischen Hochschule Islands. Wegen seiner politischen Positionen wurde er als der „rote Pfarrer“ bekannt. 1930 veröffentlichte er einen Gedichtband mit dem Titel Hamar og sigð (Hammer und Sichel). Später wandte er sich der Sozialdemokratie zu. Von 1934 bis 1937 war er für die Sozialdemokratische Partei Islands Mitglied des isländischen Parlaments Althing.
Von 1937 bis 1944 war Sigurður Dozent an der Universität Island. 1946 zog er nach Holt in der Provinz Suðurland, wo er sich als Pfarrer niederließ.
Sigurður übersetzte außerdem mehrere Romane und arbeitete als Nachrichtenredakteur beim Radio.

## Werke
- Hamar og sigð (1930)
- Líðandi stund (1938)
- Kvæði frá Holti (1961)